# Kid Azteca
Luis Villanueva Páramo (* 21. Juni 1913 in Tepito, Mexiko-Stadt; † 16. März 2002 in Mexiko-Stadt), allgemein bekannt als Kid Azteca und außerdem bekannt unter dem Spitznamen Kid Chino, war ein mexikanischer Boxer im Weltergewicht.

## Profikarriere
Seine Laufbahn begann am 1. September 1929 mit einer Niederlage nach Punkten gegen Pancho Aranda und endete am 3. Februar 1961 mit einem K.-o.-Sieg gegen Alfonso Malacara.
Wegen seines Aussehens, vor allem der Augen und der Haare, erhielt er zu Beginn seiner Laufbahn den Spitznamen „Kid Chino“ (engl.–span. für „Junger Chinese“). Als die Organisatoren seiner frühen Boxkämpfe, von denen die meisten in der Grenzstadt Nuevo Laredo stattfanden, von seiner Herkunft Tepito in Mexiko-Stadt erfuhren, gaben sie ihm den Namen „Kid Azteca“ (dt. „Junger Azteke“); denn einerseits war das ehemalige Tenochtitlan einst von diesem mächtigen Stamm besiedelt und andererseits ist eine Bezeichnung, die an die Azteken erinnert, in Mexiko noch immer ein nicht zu unterschätzendes Identifikationsmerkmal und förderte somit seine Popularität.
Durch seinen Sieg gegen David Velasco im Oktober 1932 krönte er sich zum mexikanischen Boxchampion im Weltergewicht; einen Titel, den er bis 1949 behaupten konnte. Seine insgesamt 32-jährige Boxerlaufbahn sicherte ihm einen Platz im Guinness-Buch der Rekorde. Zuletzt lebte Villanueva in einer kleinen Wohnung unweit der Plaza Garibaldi im nördlichen Zentrum von Mexiko-Stadt. Er verstarb im nördlich des Stadtzentrums gelegenen Hospital Juárez de México.